# Robert Meldrum Stewart
Pour les articles homonymes, voir Robert Stewart.
Robert Meldrum Stewart (1878-1954) est un astronome canadien qui fut le directeur de l'Observatoire fédéral.

## Biographie
Robert Meldrum Stewart est né le 15 décembre 1878 à Gladstone, Manitoba.
En 1898, il entre à l'Université de Toronto dont il est diplômé en 1903. Recruté à l'Observatoire fédéral en 1905, il en devient le directeur en 1924.
Il meurt le 2 septembre 1954 à Ottawa.

## Distinctions
- Il est Dominion Astronomer de 1923 à 1946[2],[note 1]
- Il est élu fellow of the Royal Astronomical Society en 1915[3]